# 오른강
오른강(프랑스어: Orne )은 프랑스 칼바도스의 오노쉬르오른에서 시작하여 영국해협까지 흐르는 프랑스의 주요 강이다. 길이는 170 km이다. 프랑스 북부 노르망디의 주요 도시인 캉, 아르장탕, 그리고 위스트림을 통과한다. 오른강의 주요 지류에는 오동강과 루브르강이 있다. 캉 운하가 이 강을 수원지로 삼고 있다. 프랑스의 데파르트망 중 하나인 오른은 이 강의 이름에서 따왔다.

## 같이 보기
- 캉아라메르 운하
- 통가 작전